# Kálmán Árkosi-Ferenczi
Kálmán Árkosi-Ferenczi (n. ? 1877, Medișoru Mare, Harghita - d.? 1918, ?) a fost un scriitor și poet maghiar.